# Pronoia (Bizancio)
Pronoia (en griego previsión, plural pronoiai) fue un sistema de donación y propiedad de la tierra en el Imperio bizantino, que algunos han comparado con el feudalismo occidental.

## El temprano sistema de pronoia
Para el siglo XI, la aristocracia bizantina había dejado de tener cualquier poder significativo, siendo reducidos a títulos honoríficos vinculados al emperador reinante. Estos a menudo se habían usado como vía para ganar poder dentro del gobierno, llegando incluso a ser rutas al trono. Durante el reinado de Constantino IX a mediados del siglo recibieron soberanía sobre partes del imperio, siendo autorizados a recaudar impuestos y protagonizando conjuras y rebeliones contra el emperador.
A finales del siglo XI, Alejo I intentó reformar la aristocracia y pacificar el imperio distribuyendo el territorio entre los nobles. Así lograba además alejarlos de Constantinopla, lo que redujo su capacidad de intrigar y protagonizar conjuras palaciegas. La mayoría de las pronoiai otorgadas por Alejo fueron otorgadas a miembros de su propia familia, la Dinastía Comnena. De facto, la medida supuso la legalización de la propiedad de la tierra por los grandes oligarcas en el marco de un estado centralizado.

## Pronoia en el siglo XII
El nieto de Alejo, Manuel I Comneno continuó las donaciones de tierra a los aristócratas, pero también extendió la pronoia a los oficiales del ejército en sustitución de un salario regular. La pronoiai se desarrolló como una forma de imponer impuestos a los ciudadanos del territorio donado (paroicos). Los pronoarios se convirtieron en algo así como recolectores de impuestos a los que se les permitía quedarse un porcentaje. No era una idea nueva, ya en tiempos de Heraclio se había reorganizado el imperio en distritos militares llamados temas, en los cuales un estratego recaudaba los impuestos de los agricultores y gobernaba la provincia. Sin embargo, los paroicos guardaban diferencias con los siervos del feudalismo occidental. No debían lealtad o servicio ni al estratego ni a pronoarios y el emperador retuvo siempre la propiedad jurídica de la tierra. El pronoario solía ser, además, ajeno a la tierra que le había sido donada.
El tamaño de la pronoia, el número de los paroikoi y los deberes de estos se registraban en un documento llamado praktika. Un pronoario tipo con probabilidad podría recolectar impuestos sobre el comercio y una parte de la cosecha, así como los derechos de caza y peajes varios. La praktika también registraba los deberes del pronoario al emperador, que de necesitarlo solía poder pedir auxilio militar. Sin embargo el pronoario no podía reclutar forzosamente a sus paroikoi y la mayoría solía ser renuente a campañas militares si vivía una vida confortable en su tierra. Poder negarse al servicio militar era un de los ejemplos de la autonomía que llegaron a tener, que les podía inducir a rebeliones regionales si contaban con el apoyo de la población local. Estas sin embargo eran menos peligrosas para el emperador que las conjuras palaciegas de la corte en la capital imperial, que el sistema de Alejo evitaba. Ni Alejo ni Manuel ni ningún otro emperador del siglo XII dieron importancia a estas revueltas, asumiendo que una donación de una nueva pronoia bastaría para apaciguarlas. Durante la Cuarta Cruzada, Alejo IV dio un ejemplo de esta forma de pensar cuando le cedió Creta a Bonifacio de Montferrato, bajo la presunción de que los cruzados se irían si su líder ganaba tierras.

## Pronoia bajo la dinastía Paleólogo
Tras la captura de Constantinopla por los cruzados en 1204, el sistema de pronoia continuó en el Imperio de Nicea, donde gobernaban los emperadores exiliados. Juan III Ducas Vatatzés extendió la pronoia a la Iglesia y a las mujeres nobles, cosa sin precedentes hasta entonces. Cuando Constantinopla fue retomada por Miguel VIII Paleólogo en 1261, se permitió la herencia de las concesiones, lo que lo acercó al sistema europeo feudal. También se auditaron los pronoiai, para evaluar su valor en condiciones de la época, tras las pérdidas imperiales de los siglos anteriores. Bajo la Dinastía Paleólogo, los pronoarios pudieron ser organizados con mayor eficiencia en unidades militares si el emperador los necesitaba y se les pudo confiscar sus ingresos por cualquier razón. Andrónico II Paleólogo, por ejemplo, usó el dinero reunido por sus pronoarios para financiar sus campañas contra los búlgaros aunque no les exigió servicio militar directo. En esa era los pronoarios pudieron reclutar seguidores a cambio de pronoias extraídas de sus propias tierras.
El reclutamiento de pronoarios para formar un ejército ayudó a la reunificación del imperio tras 1261. Sin embargo, para aquel entonces solo quedaban unos pocos miles y a pesar de sufragar sus propios gastos el emperador no pudo afrontar un ejército capaz de reforzar eficazmente las fronteras. El empobrecido imperio tenía muy pocos ingresos impositivos y los pronoarios empezaron a cobrar rentas a los paroikoi, volviendo al antiguo sistema de themas.
El imperio continuó sus pérdidas territoriales frente al Imperio otomano y Constantinopla fue finalmente tomada en 1453 pero los turcos continuaron usando su propia versión del sistema de pronoia que habían adoptado durante la conquista de Bizancio.